# Ectophasia platymesa
Ectophasia platymesa är en tvåvingeart som först beskrevs av Walker 1858.  Ectophasia platymesa ingår i släktet Ectophasia och familjen parasitflugor. Inga underarter finns listade i Catalogue of Life.